# 1996 في المكسيك
فيما يلي قوائم الأحداث التي وقعت خلال عام 1996 في المكسيك.

## سياسة

### تعيين في المنصب
- 7 يناير – إرنستو زيديلو أمانة التعليم العام.

## برامج ومسلسلات وأنمي
- ماريا لا ديل باريو

## وفيات

### مارس
- 31 مارس – ديليا ماغانا (مواليد 1903)